# Ревецкий Бор
Ревецкий Бор, также Ревека (бел. Равецкі Бор, Равека) — бывшая деревня в Червенском районе Минской области Беларуси. Входила в состав Ляденского сельсовета.

## Географическое положение
Располагалась в 18 километрах к юго-востоку от Червеня, в 80 км от Минска, в 14 км от железнодорожной станции Гродзянка на линии Гродзянка—Верейцы, в 0,8 км северо-западнее деревни Мощалино, вблизи одноименного лесного массива.

## История
По данным историка Алексея Кавко, уроженца деревни, фактическим основателем Ревецкого Бора был его дед по материнской линии Марк Атрашевский, землевладелец, дом которого после установления советской власти стал использоваться как колхозный амбар. На 1908 год урочище, входившее в состав Якшицкой волости Игуменского уезда Минской губернии, где было 9 дворов, проживали 52 человека. На 1917 год деревня, где было 10 дворов, 73 жителя (32 мужчины и 41 женщина). 20 августа 1924 года вошла в состав вновь образованного Горецкого сельсовета Червенского района Минского округа (с 20 февраля 1938 — Минской области). В 1930-е годы к юго-востоку от деревни сформировался колхоз имени Парижской Коммуны (ныне на территории деревни Мощалино). В те годы Ревецкий Бор насчитывал 14 дворов. В 1938 году во время заготовки льна из-за непотушенной сигареты загорелась сложенная вблизи одного из сараев костра, в результате чего произошёл сильный пожар, и за два часа сгорели 8 домов. Во время Великой Отечественной войны деревня была оккупирована немецко-фашистскими захватчиками в июле 1941 года. Освобождена в июле 1944 года. 16 июля 1954 года в связи с упразднением Горковского сельсовета деревня передана в Ляденский сельсовет. К 1966[уточнить] году деревня Ревецкий Бор перестала существовать и была снята с учёта в связи с отсутствием постоянного населения.

## Население
- 1908 — 9 дворов, 20 жителей
- 1917 — 10 дворов, 73 жителя
- 1966[уточнить] — постоянное население отсутствует

## Известные уроженцы
- Кавко, Алексей Константинович — белорусский историк, литературовед.